# Rhode Islands guvernör
Rhode Islands guvernör (engelska: Governor of Rhode Island) är det högsta offentliga ämbetet och den främste utövaren av verkställande makt i den amerikanska delstaten Rhode Island (engelska: State of Rhode Island) delstatsstyre (engelska: Government of Rhode Island) enligt delstatens gällande konstitution från 1843 (med större förändringar från 1986).
Daniel McKee är Rhode Islands guvernör sedan 3 mars 2021.

## Rhode Islands guvernörer (1775–framåt)
Nedan följer en lista över personer som har varit guvernörer i delstaten Rhode Island and Providence Plantations från 1775 till dags dato. 

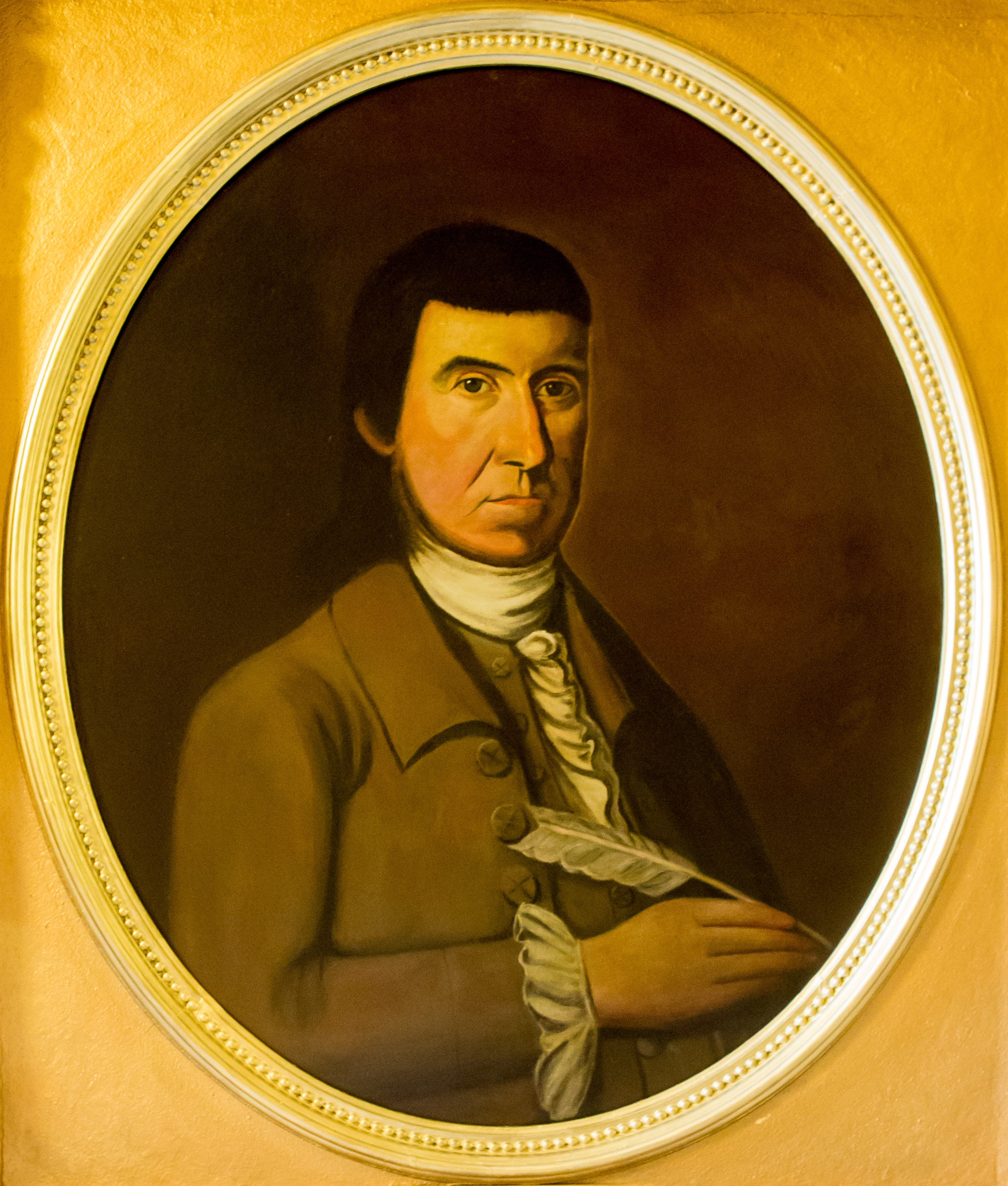
Nicholas Cooke, förste guvernören i Rhode Island.

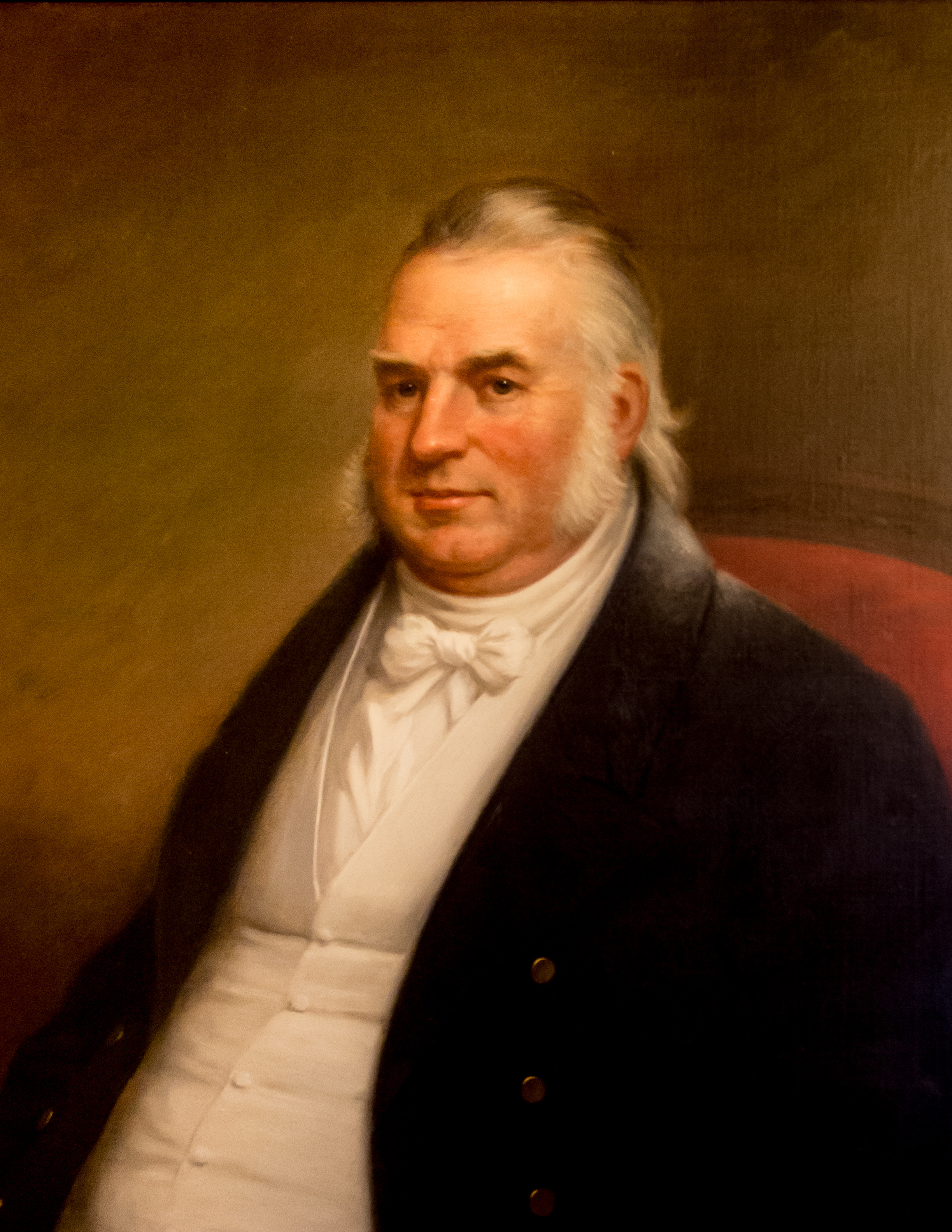
James Fenner, sjunde, elfte och sjuttonde guvernör i Rhode Island

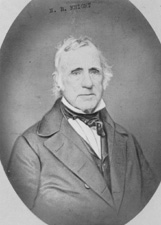
Nehemiah R. Knight, nionde guvernör i Rhode Island

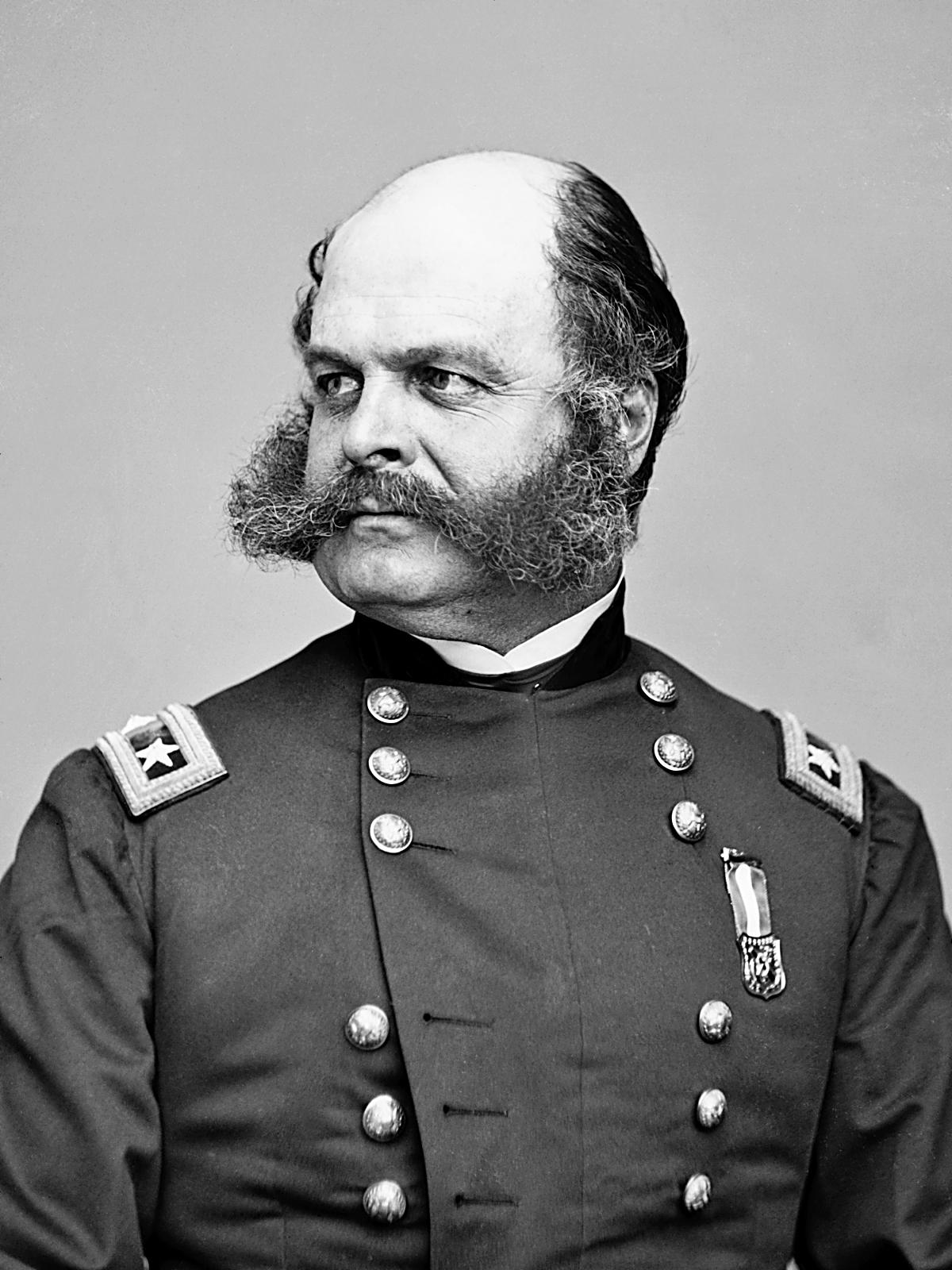
Ambrose Everett Burnside, general under amerikanska inbördeskriget och trettionde guvernör i Rhode Island

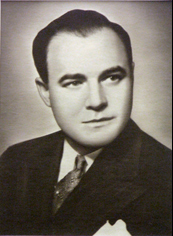
J. Howard McGrath, sextionde guvernör i Rhode Island

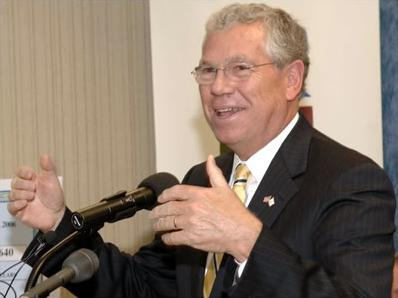
Donald Carcieri, sjuttiotredje guvernören i Rhode Island

| N:r | Guvernör                     | Parti                 | Ämbetsperiod                    |
| --- | ---------------------------- | --------------------- | ------------------------------- |
| 1.  | Nicholas Cooke               | Partilös              | 7 november 1775–4 maj 1778      |
| 2.  | William Greene               | Partilös              | 4 maj 1778–3 maj 1786           |
| 3.  | John Collins                 | Partilös              | 3 maj 1786–5 maj 1790           |
| 4.  | Arthur Fenner                | Country Party         | 5 maj 1790–15 oktober 1805      |
| 5.  | Henry Smith                  | Country Party         | 15 oktober 1805–7 maj 1806      |
| 6.  | Isaac Wilbour                | Country Party         | 7 maj 1806–6 maj 1807           |
| 7.  | James Fenner                 | Demokrat-republikan   | 6 maj 1807–1 maj 1811           |
| 8.  | William Jones                | Federalist            | 1 maj 1811–7 maj 1817           |
| 9.  | Nehemiah R. Knight           | Demokrat-republikan   | 7 maj 1817–2 maj 1821           |
| 10. | William C. Gibbs             | Demokrat-republikan   | 2 maj 1821–5 maj 1824           |
| 11. | James Fenner                 | Demokrat-republikan   | 5 maj 1824–4 maj 1831           |
| 12. | Lemuel H. Arnold             | Whig                  | 4 maj 1831–1 maj 1833           |
| 13. | John B. Francis              | Demokrat              | 1 maj 1833–2 maj 1838           |
| 14. | William Sprague III          | Demokrat              | 2 maj 1838–2 maj 1839           |
| 15. | Samuel Ward King             | Rhode Island Party    | 2 maj 1839–2 maj 1843           |
| 16. | Thomas Dorr                  | olaglig, Dorrupproret | 19 maj 1842–23 januari 1843     |
| 17. | James Fenner                 | Law and Order         | 2 maj 1843–6 maj 1845           |
| 18. | Charles Jackson              | Knownothings          | 6 maj 1845–6 maj 1846           |
| 19. | Byron Diman                  | Law and Order         | 6 maj 1846–4 maj–1847           |
| 20. | Elisha Harris                | Whig                  | 4 maj 1847–1 maj 1849           |
| 21. | Henry B. Anthony             | Whig                  | 1 maj 1849–6 maj 1851           |
| 22. | Philip Allen                 | Demokrat              | 6 maj 1851–20 juli 1853         |
| 23. | Francis M. Dimond            | Demokrat              | 20 juli 1853–2 maj 1854         |
| 24. | William W. Hoppin            | Whig                  | 2 maj 1854–26 maj 1857          |
| 25. | Elisha Dyer                  | Republikan            | 26 maj 1857–31 maj 1859         |
| 26. | Thomas G. Turner             | Republikan            | 31 maj 1859–29 maj 1860         |
| 27. | William Sprague IV           | Republikan            | 29 maj 1860–3 mars 1863         |
| 28. | William C. Cozzens           | Demokrat              | 3 mars 1863–26 maj 1863         |
| 29. | James Y. Smith               | Republikan            | 26 maj 1863–29 maj 1866         |
| 30. | Ambrose Everett Burnside     | Republikan            | 29 maj 1866–25 maj 1869         |
| 31. | Seth Padelford               | Republikan            | 25 maj 1869–27 maj 1873         |
| 32. | Henry Howard                 | Republikan            | 27 maj 1873–25 maj 1875         |
| 33. | Henry Lippitt                | Republikan            | 25 maj 1875–29 maj 1877         |
| 34. | Charles C. Van Zandt         | Republikan            | 29 maj 1877–25 maj 1880         |
| 35. | Alfred H. Littlefield        | Republikan            | 25 maj 1880–29 maj 1883         |
| 36. | Augustus O. Bourn            | Republikan            | 29 maj 1883–26 maj 1885         |
| 37. | George P. Wetmore            | Republikan            | 26 maj 1885–29 maj 1887         |
| 38. | John W. Davis                | Demokrat              | 29 maj 1887–29 maj 1888         |
| 39. | Royal C. Taft                | Republikan            | 29 maj 1888–28 maj 1889         |
| 40. | Herbert W. Ladd              | Republikan            | 28 maj 1889–27 maj 1890         |
| 41. | John W. Davis                | Demokrat              | 27 maj 1890–26 maj 1891         |
| 42. | Herbert W. Ladd              | Republikan            | 26 maj 1891–31 maj 1892         |
| 43. | D. Russell Brown             | Republikan            | 31 maj 1892–29 maj 1895         |
| 44. | Charles W. Lippitt           | Republikan            | 29 maj 1895–25 maj 1897         |
| 45. | Elisha Dyer Jr.              | Republikan            | 25 maj 1897–29 maj 1900         |
| 46. | William Gregory              | Republikan            | 29 maj 1900–16 december 1901    |
| 47. | Charles D. Kimball           | Republikan            | 16 december 1901–3 januari 1903 |
| 48. | Lucius F.C. Garvin           | Demokrat              | 3 januari 1903–3 januari 1905   |
| 49. | George H. Utter              | Republikan            | 3 januari 1905–1 januari 1907   |
| 50. | James H. Higgins             | Demokrat              | 1 januari 1907–5 januari 1909   |
| 51. | Aram J. Pothier              | Republikan            | 5 januari 1909–5 januari 1915   |
| 52. | Robert Livingston Beeckman   | Republikan            | 5 januari 1915–4 januari 1921   |
| 53. | Emery J. San Souci           | Republikan            | 4 januari 1921–2 januari 1923   |
| 54. | William S. Flynn             | Demokrat              | 2 januari 1923–6 januari 1925   |
| 55. | Aram J. Pothier              | Republikan            | 6 januari 1925–4 februari 1928  |
| 56. | Norman S. Case               | Republikan            | 4 februari 1928–3 januari 1933  |
| 57. | Theodore Francis Green       | Demokrat              | 3 januari 1933–5 januari 1937   |
| 58. | Robert E. Quinn              | Demokrat              | 5 januari 1937–3 januari 1939   |
| 59. | William Henry Vanderbilt III | Republikan            | 3 januari 1939–7 januari 1941   |
| 60. | J. Howard McGrath            | Demokrat              | 7 januari 1941–6 oktober 1945   |
| 61. | John Orlando Pastore         | Demokrat              | 6 oktober 1945–19 december 1950 |
| 62. | John S. McKiernan            | Demokrat              | 19 december 1950–2 januari 1951 |
| 63. | Dennis J. Roberts            | Demokrat              | 2 januari 1951–6 januari 1959   |
| 64. | Christopher Del Sesto        | Republikan            | 6 januari 1959–3 januari 1961   |
| 65. | John A. Notte, Jr.           | Demokrat              | 3 januari 1961–1 januari 1963   |
| 66. | John Hubbard Chafee          | Repubikan             | 1 januari 1963–7 januari 1969   |
| 67. | Frank Licht                  | Demokrat              | 7 januari 1969–2 januari 1973   |
| 68. | Philip Noel                  | Demokrat              | 2 januari 1973–4 januari 1977   |
| 69. | J. Joseph Garrahy            | Demokrat              | 4 januari 1977–1 januari 1985   |
| 70. | Edward D. DiPrete            | Republikan            | 1 januari 1985–1 januari 1991   |
| 71. | Bruce Sundlun                | Demokrat              | 1 januari 1991–3 januari 1995   |
| 72. | Lincoln C. Almond            | Republikan            | 3 januari 1995–7 januari 2003   |
| 73. | Donald Carcieri              | Republikan            | 7 januari 2003–4 januari 2011   |
| 74. | Lincoln Chafee               | Obunden               | 4 januari 2011–6 januari 2015   |
| 75. | Gina Raimondo                | Demokrat              | 6 januari 2015–3 mars 2021      |
| 76. | Daniel McKee                 | Demokrat              | 3 mars 2021–                    |